# Patologisk anatomi og cytologi
Patologisk anatomi og cytologi  er det lægelige speciale der beskæftiger sig med diagnostik baseret på makro- og mikroskopiske morfologiske forandringer i væv og organer. 
Tidligere optog obduktionsarbejdet en stor del af specialets tid, hvorimod der i dag overvejende bruges tid på diagnostisering på biopsier og operationspræparater fra levende mennesker. 
Patologens udsagn står helt centralt i kræftbehandlingen, både hvad angår den præcise diagnose og med hensyn til særlige forhold vedrørende den enkelte tumors egenskaber, herunder hvilke behandlingsmuligheder der kan tilbydes. Aktuelt inddrages molekylærbiologiske metoder i feltet der kaldes molekylærpatologi, som har stor behandlingsmæssig konsekvens inden for særligt coloncancer (KRAS) og lungekræft ( EGFR og ALK) samt malignt melanom (BRAF). Inden for disse cancertypen er den enkeltes patients mutationsstatus helt
Specialet er et udbredt sygehusspeciale og der findes i Danmark kun få private deltids praktiserende patologer i region syd og midt.  
Der er stadig en vis mangel på speciallæger i patologi, særligt i yderområderne. Patologer er uddannede læger (cand.med) med en yderligere 5 årig speciallægeuddannelse. 1 års introduktion og 4 år i hoveduddannelse. 
Der er en tiltagende subspecialisering blandt patologer, hvor de store områder udgøres af dermatopatologi, hoved-hals, lunge, gastrointestinal, urologisk, gynækologisk, mamma og hæmatopatologi. Af andre, men mere højt specialiserede områder, kan nævnes sarkompatologi, børnepatologi, øjenpatologi og neuro/muskelpatologi. 
Øjenpatologi ligger i regi af Københavns universitet og udøves af speciallæger i øjensydomme og ikke af speciallæger i patologi. Oralpatologien ligger i Danmark under tandlægeskolerne og udøves ikke af læger, men af tandlæger.  
 Der er for få eller ingen kildehenvisninger i denne artikel, hvilket er et problem. Du kan hjælpe ved at angive troværdige kilder til de påstande, som fremføres i artiklen.